# Tần Phi Tử
Phi Tử (chữ Hán: 非子, : 933 TCN - 858 TCN), là vị quân chủ khai quốc của nước Tần - chư hầu nhà Chu trong lịch sử Trung Quốc, được xem là tổ tiên của Tần Thủy Hoàng.

## Tổ tiên
Truyền thuyết ghi lại, tổ tiên của ông là Bá Ích là hậu duệ của Chuyên Húc, vị vua thứ 2 trong Ngũ đế, làm quan ở nước Ngu, được phong ấp Doanh ăn lộc, từ đó lấy chữ Doanh làm họ.
Đến đời Phi Liêm làm quan cho nhà Thương cùng với con trai trưởng là Ác Lai giúp Trụ Vương chống lại Chu Vũ Vương nên bị giết, nhưng con cháu vẫn được phong làm quan.
Theo Sử ký, Phi Tử là con Đại Lạc – một vị quan phục vụ nhà Tây Chu và là cháu 6 đời của Ác Lai.
Hậu duệ của Quý Thắng, con thứ Phi Liêm, là Tạo Phụ do có công giúp vua Chu Mục vương dẹp loạn Từ Yển vương (một nhánh họ Doanh) mà được phong ấp ở Triệu thành (Hồng Đồng). Các hậu duệ của Phi Liêm sống ở đó, lấy họ Triệu.

## Quan chăn ngựa nhà Chu
Phi Tử là con vợ thứ nên phải làm nghề chăn ngựa ở Khuyển Khâu (犬丘). Ông có tài nuôi ngựa,. Ông khiến cho đàn ngựa nhanh chóng sinh sôi thêm nhiều. Dân chúng mến phục ông, bèn xin với Chu Hiếu Vương để ông ra ở tại vùng đất giữa hai dòng sông Vị Thủy và Khiên Thủy để nuôi đàn ngựa của vua.
Chu Hiếu Vương nghe tiếng bèn triệu kiến và giao cho việc đó. Đàn ngựa của vua cũng sinh sôi nhiều.
Chu Hiếu Vương mến mộ muốn cho ông nối nghiệp cha mình là Đại Lạc thay cho người em tên Thành, đích tử của Đại Lạc. Nhưng Thân hầu, ông ngoại của Thành, không đồng ý vì cho rằng điều đó sẽ kích động các bộ tộc Khuyển Nhung nổi loạn, nên Hiếu Vương chỉ phong cho ông một thái ấp nhỏ ở Tần, vì con cháu của Bá Ích nên Phi Tử còn được gọi là Tần Doanh, tách biệt với thái ấp của cha mình. Từ đó dòng dõi họ Tần đó tiền thân của nước Tần mà hơn 6 thế kỷ sau đã chinh phục tất cả các chư hầu khác và thống nhất Trung Quốc dưới thời Tần Thủy Hoàng. Nhưng vào lúc đó Tần chỉ là một nhà nước nhỏ và Phi Tử không nhận được bất kỳ tước bậc nào. Sau đó Hiếu vương sai ông đi phủ dụ các bộ tộc sinh sống tại Tây Nhung.
Năm 858 TCN, Phi Tử chết, không rõ bao nhiêu tuổi. Ông ở ngôi khoảng 43 năm.

## Hậu thế
Con ông là Tần Hầu nối ngôi. Sau đó năm 842 TCN, thái ấp của người em trai ông bị tộc Nhung tiêu diệt. Hai mươi năm sau, cháu trai ông, Tần Trọng cũng bị giết trong cuộc giao tranh với Khuyển Nhung. Tuy nhiên, con trai của Tần Trọng là Tần Trang công đã đánh bại Khuyển Nhung và sáp nhập hai vùng đất lại với nhau.
Đến đời con của Trang công là Tần Tương công được nhà Chu chính thức phong là chư hầu, chính là nước Tần.

## Phụ chú
1. ↑  Chữ Phi 蜚 trong Phi Liêm nhiều hơn một bộ trùng 虫 ("sâu bọ, súc vật") so với chữ Phi 非 của Phi Tử, cách ghi này có thể mang ngụ ý tách biệt Phi Tử với vị tổ tiên "không thanh liêm" của mình.